# 방울이
《방울이》는 1997년 9월 1일부터 1998년 2월 27일까지 방송되었던 MBC 일일 드라마로 부모의 불화로 졸지에 소녀 가장이 된 방울이와 세 동생들이 험난한 세상 살이 속에서도 꿋꿋이 역경을 이겨가는 과정을 그렸다.
한편, 엄마의 사망으로 문을 닫은 두부공장을 다시 차리는 것이 소원인 방울이가 우연히 골프장 캐디로 일하게 되는 과정에서 이때 만난 프로 골퍼의 도움으로 골프를 익혀 유명 여성 프로 골퍼로 성공한다는 내용이 당시 시대(1997년 말 IMF 외환 위기가 터짐)에 사치적인 내용(프로 골퍼 이야기)을 다루는 건 무의미하다는 지적이 있었다.
아울러 주인공 방울이(김민희 분)가 기업체 사장의 아들 성혁(권오중 분)과 방울이가 시골에 살 때부터 친오빠처럼 지낸 종호(최진영 분)를 놓고 선택의 갈림길에 선 상황에서 성혁이 돈 많은 부잣집 아들이라 해서 방울이와 결혼이 안 된다는 논리가 비현실적이란 의견이 제기됐다.

## 등장 인물
- 김민희 : 김방울 역

주인공. 마음이 여리고 착하며 사려 깊고 예의도 바르다. 내성적이지만 시련에 강하다. 동생들을 위해 여고 2년 때 학교를 자퇴, 직업 전선에 뛰어든다. 골프장 캐디일을 하다 프로 골퍼로 화려하게 변신한다.
- 채림 : 김방희 역

둘째. 중학교 2학년. 그림 그리기에 남다른 재능을 갖고 있지만 생활의 어려움을 이기지 못해 가출, 불량배들과 나쁜 짓을 저지른다.
- 최우혁 : 김갑수 역

셋째. 머리가 비상하고 재주가 많다. 체육 교사의 권유로 축구를 시작한 후 축구 선수의 꿈을 키워간다.
- 최준용 : 김을수 역

막내. 늦둥이로 태어나 병치레가 많다. 가족들의 귀여움을 한 몸에 받지만 남의 집에 양자로 간다.
- 고두심 : 방울 고모 역

구멍 가게를 겸한 매운탕집을 경영한다.
- 조형기 : 방울 고모부 역

아내와 함께 매운탕집을 경영한다.
- 김용선 : 방울 모 역

무능한 남편을 대신해 두부 공장을 운영하지만 과로와 홧병으로 일찍 세상을 뜬다.
- 최주봉 : 방울 부 역

아내가 죽은 뒤 재혼한다. 후처의 꼬드김으로 두부 공장을 처분하고 서울로 올라오지만 후처에게 사기 당해 알코올 중독자가 되어 행방불명된다.
- 양미경 : 새엄마 역

치킨집 주인. 탁호라는 아들을 몰래 키우고 있는 30대 중반의 미혼모. 미혼모라는 신분을 감추고 방울 부와 결혼하여 아이들에게 새엄마 노릇을 한다.
- 최진영 : 종호 역

방울이를 좋아하며 집안일을 돌봐주는 건실한 청년.
- 김영옥 : 새엄마의 어머니 역
- 김자옥 : 집주인 역
- 조영철 : 송성준 역
- 권오중 : 성혁 역
- 전다정 : 캐디 마스터 역
- 이주희 : 하자 역
- 신익재 : 탁호 역
- 김광필
- 김일웅
- 최세환
- 박형선
- 홍충민
- 권성덕
- 전재룡
- 정대홍
- 고용화
- 권은아
- 이원재
- 강성연
- 김정은
- 유서진
- 홍순창
- 강인덕
- 이희도
- 최은숙
- 김선아
- 이보희
- 나문희
- 안내상
- 김은수
- 백윤식
- 손소영
- 고주희

## 결방
- 1997년 9월 12일 : 《프랑스 월드컵 아시아 지역 최종 예선 대한민국 VS 우즈베키스탄》 중계 방송으로 인해 결방
- 1997년 10월 6일 : 《프로야구 준플레이오프 1차전 삼성 라이온즈 VS 쌍방울 레이더스》 중계 방송으로 인해 결방
- 1997년 10월 14일 : 《프로야구 플레이오프 3차전 LG 트윈스 VS 삼성 라이온즈》 중계 방송으로 인해 결방
- 1997년 10월 20일 : 《프로야구 한국 시리즈 2차전 LG 트윈스 VS 해태 타이거즈》 중계 방송으로 인해 결방
- 1997년 10월 31일 : 《월드컵 본선 4회 연속 출전 축하 쇼 가자 16강으로》 편성으로 인해 결방
- 1997년 12월 18일 : 《선택 97 MBC 뉴스특보》 편성으로 인해 결방
- 1997년 12월 19일 : 《특별 기획 대통령 당선자 일대기》 편성으로 인해 결방
- 1998년 1월 1일 : 7시 20분부터 《98 MBC 만나면 좋은 친구》 편성으로 인해 결방
- 1998년 1월 2일 : 6시 30분부터 《신년 특선 영화 미세스 다웃파이어》 편성으로 인해 결방

## 참고 사항
- MBC 일일 드라마 《세 번째 남자》가 눈요기감으로 심한 폭력이 등장하고 비속어가 난무하는 등 아이들이 접하기 쉬운 시간대 편성에는 무리란 비난을 면치 못한 데다가[5] 이홍구 작가가 iTV 일일 드라마 《가족》 집필을 맡게 된 이유로[6] 예정보다 일찍 막을 내리자, 급하게 편성되었다.
- MBC 주말 드라마 《동기간》, MBC 특집 드라마 《황금 깃털》[7], MBC TV 《MBC 베스트극장 - 마른 꽃》[8] 이후 박진숙 작가, 장수봉 PD가 오랜만에 재결합하였다.
- 당시 신인급이었던 김민희를 주인공으로 내세웠다.
- MBC 월화 드라마 《일곱개의 숟가락》, SBS 주말 드라마 《옥이 이모》와 소재, 내용 등이 비슷하다는 지적이 있었다.[9]
- 가족 시청 시간대인 오후 8시에 선정적인 장면을 내보내 비난을 샀다.[10]
- 톱스타 하희라, 이재룡이 주인공이었던 동시간대 KBS 1TV 일일 드라마 《정 때문에》 아성을 넘지 못하고 흥행에 실패하였다.
- 작가 박진숙은 해당 드라마 실패 후 MBC를 떠났다가[11] 2000년 10월 5일 방송되었던 특집 신파 드라마 《아버님 전상서》[12]로 MBC 복귀를 했지만 그 이후 타방송사에서 활동했다.

## 경쟁 프로그램
- KBS 1TV 일일 드라마 《정 때문에》 (KBS 1TV)
- KBS 2TV 일일 시트콤 《마주보며 사랑하며》 (KBS 2TV)
- KBS 2TV 일일 시트콤 《아무도 못말려》 (KBS 2TV)
- SBS 일일 드라마 《미아리 일번지》 (SBS)
- SBS 일일 드라마 《지평선 너머》 (SBS)
- iTV 일일 드라마 《가족》 (iTV)(1997년 10월 13일 첫 회부터 평일 오후 9시에 편성됐지만[13] 1997년 12월 26일 방송분 이후 휴방에 들어갔다가 98년 1월 5일부터 평일 오후 8시 30분에 방영 재개)
- KBS 1TV 일일 드라마 《서울 뚝배기》(재방송)(iTV)[14] (1998년 4월 20일부터 평일 오전 8시 20분으로 이동)